# Phylloporus novae-zelandiae
Phylloporus novae-zelandiae är en svampart som beskrevs av McNabb 1971. Phylloporus novae-zelandiae ingår i släktet Phylloporus och familjen Boletaceae.   Inga underarter finns listade i Catalogue of Life.